# Marie-France Loval
Marie-France Loval (ur. 12 sierpnia 1964 w Pointe-à-Pitre) – francuska lekkoatletka, sprinterka, medalistka igrzysk śródziemnomorskich, olimpijka.

## Życiorys
Zdobyła srebrny medal w sztafecie 4 × 100 metrów (która biegła w składzie: Véronique Ponchot, Marie-Christine Cazier, Laurence Bily i Loval) i zajęła 4. miejsce w biegu na 100 metrów na mistrzostwach Europy juniorów w 1981 w Utrechcie. Zajęła 7. miejsce w finale sztafety 4 × 100 metrów i odpadła w ćwierćfinale biegu na 100 metrów na mistrzostwach świata w 1983 w Helsinkach.
Zwyciężyła w sztafecie 4 × 100 metrów (w składzie: Rose-Aimée Bacoul, Loval, Cazier i Liliane Gaschet) i zdobyła brązowy medal w biegu na 100 metrów na igrzyskach śródziemnomorskich w 1983 w Casablance. Zajęła 4. miejsce w sztafecie 4 × 100 metrów i odpadła w półfinale biegu na 100 metrów na igrzyskach olimpijskich w 1984 w Los Angeles.
Była mistrzynią Francji w biegu na 100 metrów w 1984 oraz wicemistrzynią na tym dystansie w 1983 i 1985, a także halową mistrzynią Francji w biegu na 60 metrów w latach 1983–1985.
19 lutego 1984 w Paryżu ustanowiła halowy rekord Francji w biegu na 60 metrów z czasem 7,27 s.

## Rekordy życiowe
Rekordy życiowe Loval:
- bieg na 100 metrów – 11,38 s (20 sierpnia 1981, Utrecht)
- bieg na 60 metrów (hala) – 7,27 s (19 lutego 1984, Paryż)